# Saint-Égrève
Saint-Égrève ist eine französische Gemeinde mit 17.930 Einwohnern (Stand 1. Januar 2022) im Département Isère in der Region Auvergne-Rhône-Alpes; sie gehört zum Arrondissement Grenoble und zum Kanton Grenoble-2.

## Geografie
Die Gemeinde befindet sich nordwestlich von Grenoble, am Fuße des Chartreuse-Massivs. Die Westgrenze der Gemeinde bildet der Fluss Isère, in den hier der Drac mündet. Das Stadtgebiet wird vom Flüsschen Vence durchquert, das hier ebenfalls in die Isère einmündet. Nordöstlich von Saint-Égrève liegen Quaix-en-Chartreuse und Proveysieux. Im Südosten Saint-Martin-le-Vinoux und Grenoble. Sassenage liegt im Südwesten, Noyarey im Westen und Fontanil-Cornillon im Nordwesten von Saint-Égrève. Ein Teil der Gemeinde liegt im Regionalen Naturpark Chartreuse (französisch: Parc naturel régional de Chartreuse).

## Ortsteile
- Les Îles (wirtschaftliches Zentrum)
- La Tremouillière
- Rochepleine
- Les Bonnais
- L’ancienne Brasserie
- Gavanière
- Clapières
- L’Église
- Le Cotaire
- Barnave
- Le Clos (La Pinéa)
- La Gare
- Le Val des Près
- La Monta
- Champy
- Corporaillère
- Champ du Ratz
- Champ des Mails
- Visancourt
- Saint Robert (bis 1794 eigenständige Gemeinde)
- Saint Hugues
- Le Faubourg
- L’Hopital
- Champaviotte
- Vence Écoparc
- Le Chatelet
- La Cornaz
- Cuvilleux
- Le Foyer
- Le Pont de Vence
- Les Charmettes
- Le Muret
- Les Moutonnées
- Les Glairaux
- L’Île Brune
- Prédieu
- Les Trois Ponts
- Fiancey

## Bevölkerungsentwicklung
| Jahr                       | 1962 | 1968   | 1975   | 1982   | 1990   | 1999   | 2011   | 2018   |
| Einwohner                  | 7641 | 11.445 | 14.246 | 14.363 | 15.891 | 15.517 | 16.047 | 15.801 |
| Quellen: Cassini und INSEE |      |        |        |        |        |        |        |        |

## Sehenswürdigkeiten

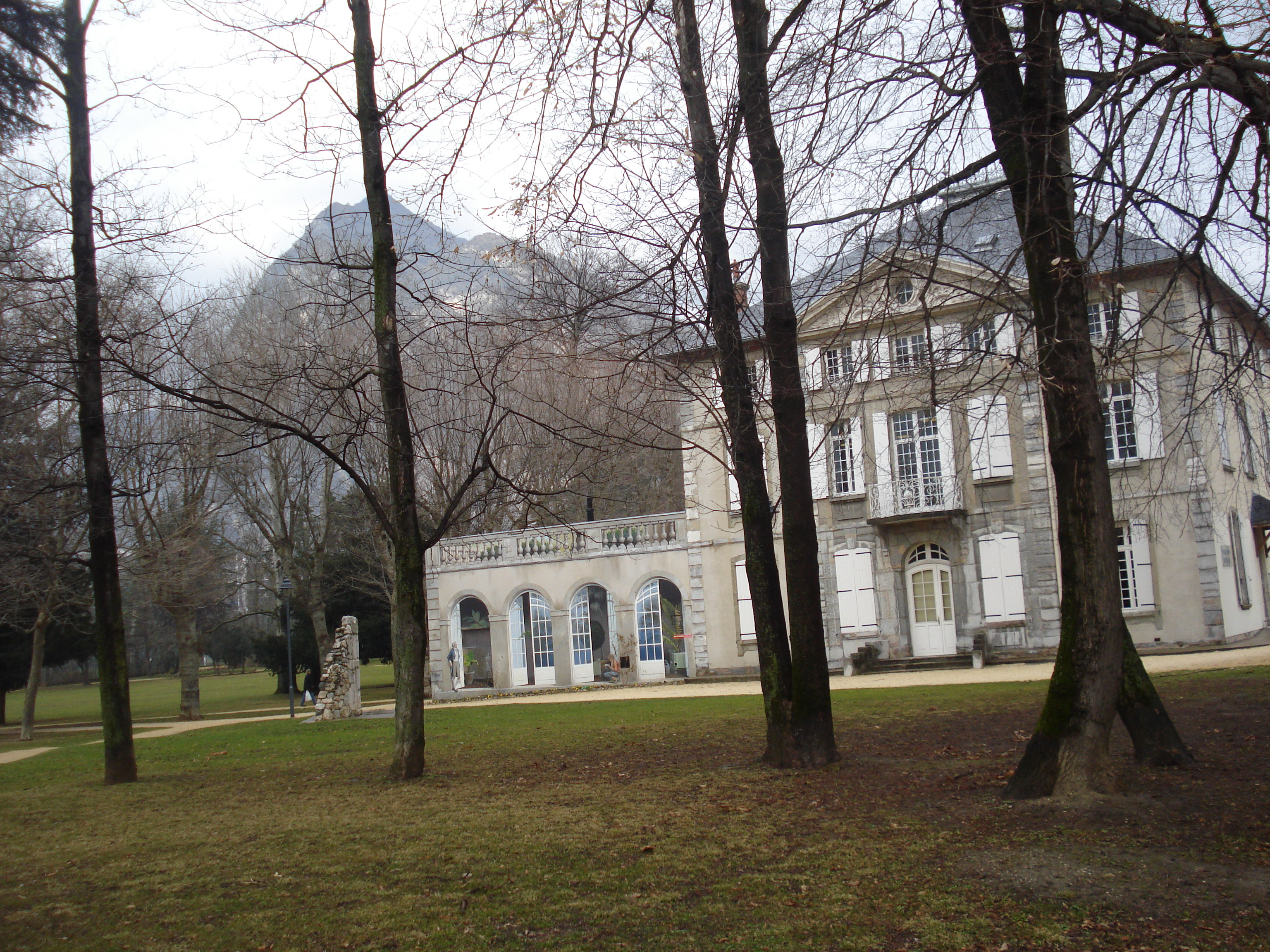
Park und Herrenhaus Barnave

- Herrenhaus und der dazugehörige Park des Antoine Barnave
- Kirche in La Monta (errichtet im 11. Jahrhundert)
- Psychiatrisches Krankenhaus (historisches Gefängnis) mit Gebäuderesten aus dem 11. Jahrhundert

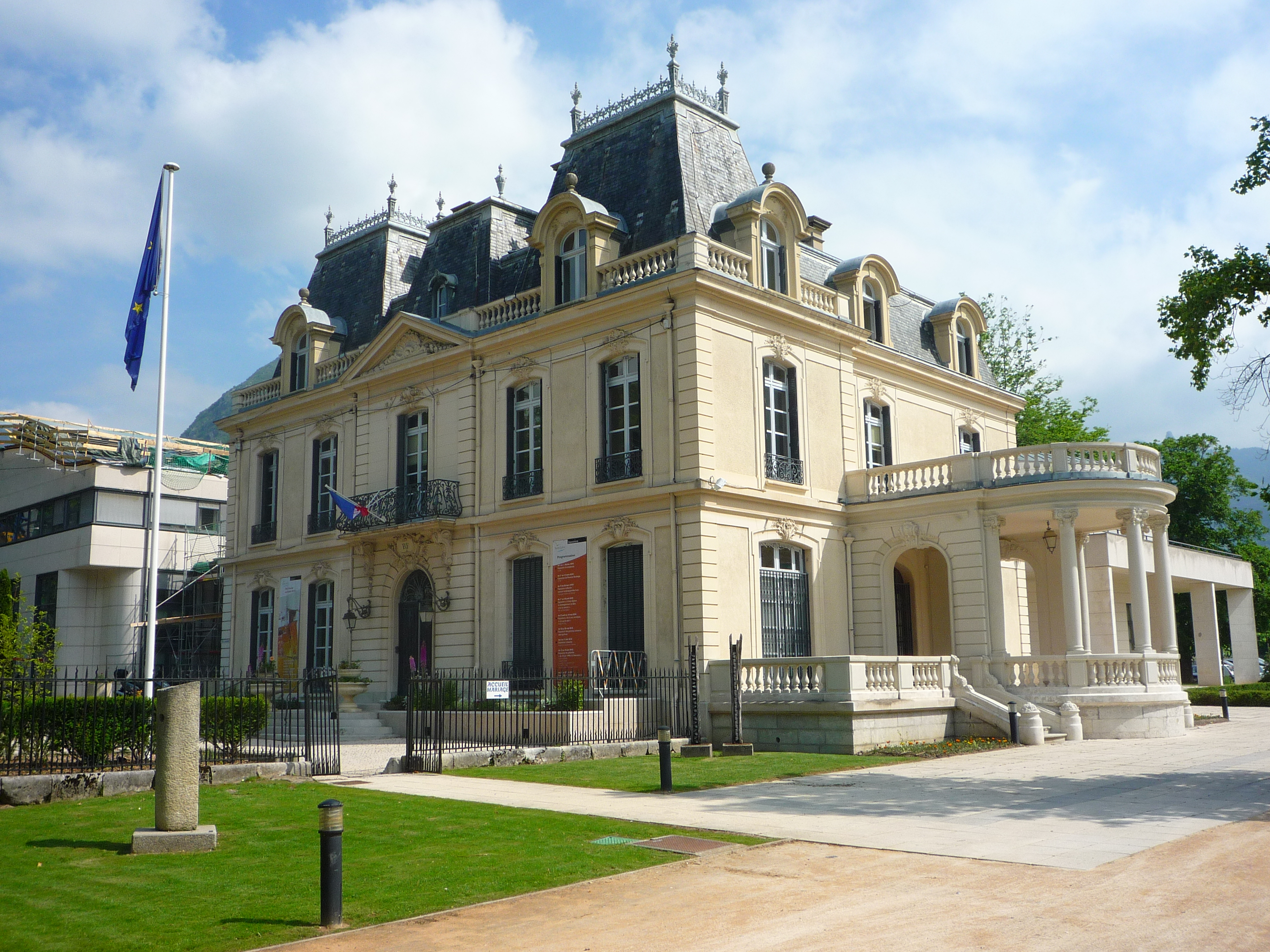
Rathaus (Hôtel de ville) im Château Borel

- Château Borel, heutiges Rathaus

## Partnergemeinden
- Karben, Hessen, Deutschland
- Mińsk Mazowiecki, Woiwodschaft Masowien, Polen
- Krnov, Tschechien

## Persönlichkeiten
- Antoine Barnave (1761–1793), Politiker
- Johan Barthold Jongkind (1819–1891), niederländischer Maler
- Jean Pinsello (* 1953), Radrennfahrer
- Mélissa Theuriau (* 1978), Journalistin
- Vincent Clerc (* 1981), Rugbyspieler
- Rafik Djebbour (* 1984), Fußballspieler
- Jérémy Pied (* 1989), Fußballspieler (defensives Mittelfeld)